# Pius Ikedia
Pius Nelson Ikedia (né le 11 juillet 1980 à Lagos) est un footballeur nigérian (attaquant). Depuis 1999, il évolue dans le championnat néerlandais.

## Clubs
- 1996 : Okin Oloja Ventures ( Nigeria)
- 1997-1998 : Bendel Insurance ( Nigeria)
- 1999 : ASEC Mimosas ( Côte d'Ivoire)
- 1999-2002 : Ajax Amsterdam ( Pays-Bas)
- 2002-2003 : FC Groningse ( Pays-Bas)
- 2003-2005 : RBC Roosendaal ( Pays-Bas)
- 2005-2006 : AZ Alkmaar ( Pays-Bas)
- 2006-2007 : RKC Waalwijk ( Pays-Bas)
- 2007-2008 : Metalurg Donetsk ( Ukraine)
- 2008- : RBC Roosendaal ( Pays-Bas)

## Équipe nationale
- 15 sélections et 1 but en équipe du Nigeria (1re sélection en 1997)
- Participation à la Coupe du monde 2002 avec le Nigeria A
- Participation aux Jeux olympiques 2000 avec le Nigeria Olympique